# Jean d'Ormesson
Jean Bruno Wladimir François-de-Paule Lefèvre d'Ormesson (Paris, 16 de Junho de 1925 - Neuilly-sur-Seine, 5 de Dezembro de 2017) foi um escritor, cronista, editor, actor e filósofo francês. Foi o ocupante da cadeira 12 da Academia Francesa.

## Vida
Jean d’Ormesson nasceu em Paris e cresceu na Baviera. Seu pai era André Lefèvre, Marquês de Ormesson, embaixador francês no Brasil. Ingressa aos 19 anos na Escola Normal Superior de Paris, licenciando-se em Letras e História e tornando-se, em 1949, professor agregado de Filosofia. A 18 de Outubro de 1973 foi eleito membro da Academia Francesa, tomando o assento 12, após a morte de Jules Romains. Com a morte de Claude Lévi-Strauss, a 30 de Outubro de 2009, tornou-se o decano da Academia, o seu membro mais antigo. Grã-cruz da Legião de Honra e Comandante da Ordem Nacional do Cruzeiro do Sul, do Brasil, foi galardoado em 2010 com o Prémio Ovídio, da Roménia, pelo conjunto da sua obra.
Vice-Secretário-Geral do Conselho Internacional de Filosofia e Ciências Humanas da UNESCO de 1952 a 1971, Secretário-Geral da mesma ONG de 1971 a 1992, e seu Presidente entre 1992 e 1997. Director do jornal francês Le Figaro de 1974 a 1977.

## Obras
- L'amour est un plaisir, 1956
- Du côté de chez Jean, 1959
- Un amour pour rien, 1960
- Au revoir et merci, 1966
- Les Illusions de la mer, 1968
- La Gloire de l'Empire, 1971 - Grande prémio de romance da Academia francesa (1971)
- Au plaisir de Dieu, 1974
- Le Vagabond qui passe sous une ombrelle trouée, 1978
- Dieu, sa vie, son œuvre, 1981
- Mon dernier rêve sera pour vous, 1982
- Jean qui grogne et Jean qui rit, 1984
- Le Vent du soir, 1985
- Tous les hommes en sont fous, 1986
- Le Bonheur à San Miniato, 1987
- Album de la Pléiade Chateaubriand, 1988
- Garçon de quoi écrire, 1989, com François Sureau
- O porteiro de Pilatos ou o segredo do judeu errante - no original Histoire du Juif errant, 1990
- Tant que vous penserez à moi, 1992
- La Fureur de lire la presse, 1992
- La Douane de mer, 1994
- Presque rien sur presque tout, 1995
- Casimir mène la grande vie, 1997
- Une autre histoire de la littérature française, 1997 - 1998
- Le Rapport Gabriel, 1999
- Voyez comme on danse, 2001 - Prix Combourg
- C'était bien, 2003
- Et toi mon cœur pourquoi bats-tu, 2003
- Une fête en larmes, 2005
- A criação do mundo - no original La Création du monde, 2006
- La vie ne suffit pas : Œuvres choisies, 2007
- Odeur du temps, 2007
- Qu'ai-je donc fait, 2008
- L'Enfant qui attendait un train, 2009
- Saveur du temps, 2009
- O mundo é uma coisa estranha, afinal - no original C'est une chose étrange à la fin que le monde, 2010
- La Conversation, 2011
- C'est l'amour que nous aimons, 2012
- Un jour je m'en irai sans en avoir tout dit, 2013
- Comme un chant d'espérance, 2014
- Dieu, les affaires et nous, chronique d'un demi-siècle, 2015
- Je dirai malgré tout que cette vie fut belle, 2016 - Prix Jean-Jacques-Rousseau
- Guide des égarés, 2016
- Et moi, je vis toujours, 2018